# Ammerstol
Ammerstol is een dorp in de gemeente Krimpenerwaard, in de Nederlandse provincie Zuid-Holland. Het dorp heeft 1.690 inwoners (2023) en ligt aan de noordkant van de rivier de Lek in de Krimpenerwaard.

## Geschiedenis
De naam Ammerstol (Ammers-tol) komt van de tol (in het Latijn: Theloneum de Ambers), dat was de plaats waar tolbelasting werd geheven. Ammerstol kreeg in 1322 stadsrechten maar omdat dit te duur werd bevonden bleef Ammerstol toch een dorp. De economie dreef in die tijd op de zalmhandel. In Ammerstol was een visafslag die in het begin van de 15e eeuw naar de naburige stad Schoonhoven werd verplaatst; in de 18e eeuw kwam de visafslag weer terug. Tevens waren er veel mandenmakers actief.
Later bloeide Schoonhoven uit tot een stad omdat Ammerstol zijn stadsrechten niet benutte.
Toen er op de Lek geen zalm meer was (jaren 1920) werden de activiteiten verplaatst en kwamen er veel grondwerkers in het dorp.
In 1985 ging Ammerstol op in de gemeente Bergambacht.
Op 7 en 8 februari 2012 organiseerde de Ammerstolse IJsclub Vooruitgang het Nederlands Kampioenschap Allround op natuurijs, voor het eerst sinds 1964.
Tot en met 31 december 2014 was Ammerstol onderdeel van de gemeente Bergambacht. Op 1 januari 2015 ging de plaats samen met de gemeente op in de gemeente Krimpenerwaard.

## Wetenswaardigheden
- Vanwege de in politiek opzicht overwegend linksgeoriënteerde bevolking werd Ammerstol jarenlang aangeduid als het Moskou aan de Lek.[2][3]

## Geboren in Ammerstol
- Max van den Berg (1946), PvdA-politicus
- Aart Ooms (1947), voetballer
- Jan Kooiman (1953), schaatser
- Erik Jan Kooiman (1986), schaatser

## Zie ook

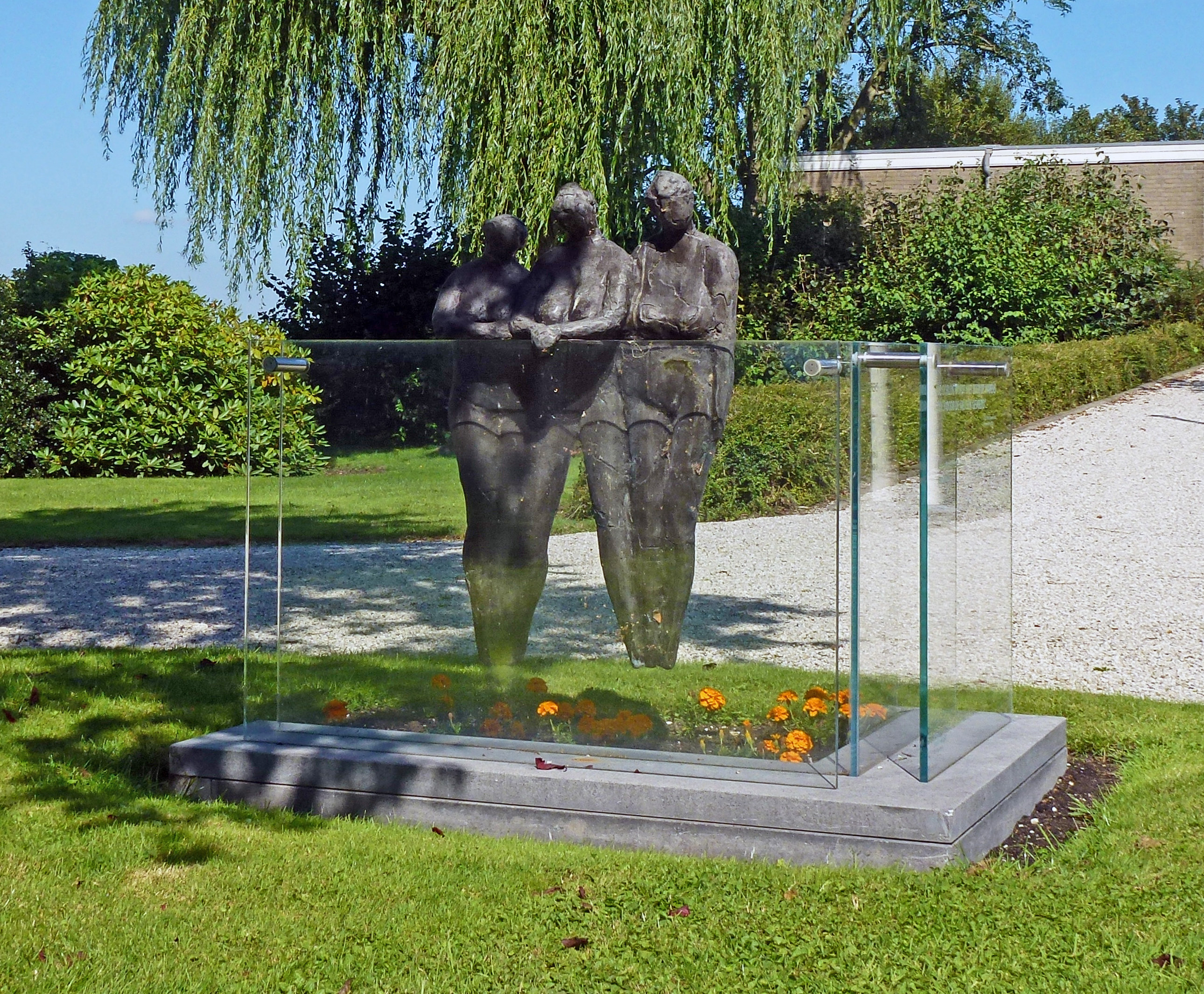
Oorlogsmonument in Ammerstol van Ineke van Dijk